# Вулька-Абрамовська
Вулька-Абрамовська (пол. Wólka Abramowska) — село в Польщі, у гміні Горай Білґорайського повіту Люблінського воєводства.
Населення — 398 осіб (2011).
У 1975-1998 роках село належало до Замойського воєводства.

## Демографія
Демографічна структура станом на 31 березня 2011 року:
|          | Загалом | Допрацездатний вік | Працездатний вік | Постпрацездатний вік |
| -------- | ------- | ------------------ | ---------------- | -------------------- |
| Чоловіки | 197     | 41                 | 127              | 29                   |
| Жінки    | 201     | 36                 | 115              | 50                   |
| Разом    | 398     | 77                 | 242              | 79                   |